# Loch Achaidh na h-Inich
Loch Achaidh na h-Inich es un lago de agua dulce (loch) situado en las Tierras Altas de Escocia, aproximadamente a 3 km al sur-sureste de Plockton, a unos 2 km al este de Duirinish, a 2 km al norte-noreste de Balmacara, y a medio kilómetro al sureste de Loch Lundie.
El campo situado en el extremo norte de Loch Achaidh na h-Inich se llama Ach an Dà Thearnaidh (el Campo de los Dos Descensos) y fue el lugar de reunión tradicional del Clann MacMhathain, donde los hombres de armas del clan se reunían cuando eran convocados mediante la «cruz ardiente» llevada por un miembro del clan.
En el lago hay un antiguo crannog —una isla artificial de piedras— relacionado con la presencia histórica de los Matheson.